# Бетані (Пенсільванія)
Бетані (англ. Bethany) — місто (англ. borough) в США, в окрузі Вейн штату Пенсільванія. Населення — 241 особа (2020).

## Географія
Бетані розташоване за координатами 41°36′52″ пн. ш. 75°17′19″ зх. д. / 41.61444° пн. ш. 75.28861° зх. д. (41.614398, -75.288511).  За даними Бюро перепису населення США в 2010 році місто мало площу 1,30 км², з яких 1,29 км² — суходіл та 0,01 км² — водойми.

## Демографія
Згідно з переписом 2010 року, у селищі мешкало 246 осіб у 108 домогосподарствах у складі 73 родин. Густота населення становила 190 осіб/км².  Було 125 помешкань (96/км²).
Расовий склад населення:
| - 98,0 % — білих - 1,6 % — чорних або афроамериканців - 0,4 % — корінних американців |

До двох чи більше рас належало 0,0 %. Частка іспаномовних становила 1,6 % від усіх жителів.
За віковим діапазоном населення розподілялося таким чином: 19,1 % — особи молодші 18 років, 59,8 % — особи у віці 18—64 років, 21,1 % — особи у віці 65 років та старші. Медіана віку мешканця становила 48,0 року. На 100 осіб жіночої статі у селищі припадало 90,7 чоловіків;  на 100 жінок у віці від 18 років та старших — 91,3 чоловіків також старших 18 років.
Середній дохід на одне домашнє господарство  становив 64 804 долари США (медіана — 50 000), а середній дохід на одну сім'ю — 78 928 доларів (медіана — 64 167). Медіана доходів становила 41 726 доларів для чоловіків та 40 625 доларів для жінок. За межею бідності перебувало 11,5 % осіб, у тому числі 11,1 % дітей у віці до 18 років та 2,0 % осіб у віці 65 років та старших.
Цивільне працевлаштоване населення становило 115 осіб. Основні галузі зайнятості: освіта, охорона здоров'я та соціальна допомога — 44,3 %, будівництво — 12,2 %, мистецтво, розваги та відпочинок — 10,4 %, роздрібна торгівля — 8,7 %.